# Siberië (Stuifzand)
Siberië is een buurtschap gelegen in de gemeente Hoogeveen in de Nederlandse provincie Drenthe.

## Van Gogh
Kunstschilder Vincent van Gogh heeft de natuur in en om Siberië gebruikt als inspiratie voor zijn schilderijen, en schilderde ook ter plaats in de buurtschap zelf.